# Ка Гранда (Ферара)
Ка Гранда (итал. Ca' Granda) је насеље у Италији у округу Ферара, региону Емилија-Ромања.
Према процени из 2011. у насељу је живело 21 становника. Насеље се налази на надморској висини од 2 м.